# Tmesisternus timorlautensis
Tmesisternus timorlautensis là một loài bọ cánh cứng trong họ Cerambycidae.